# Silvio Herklotz

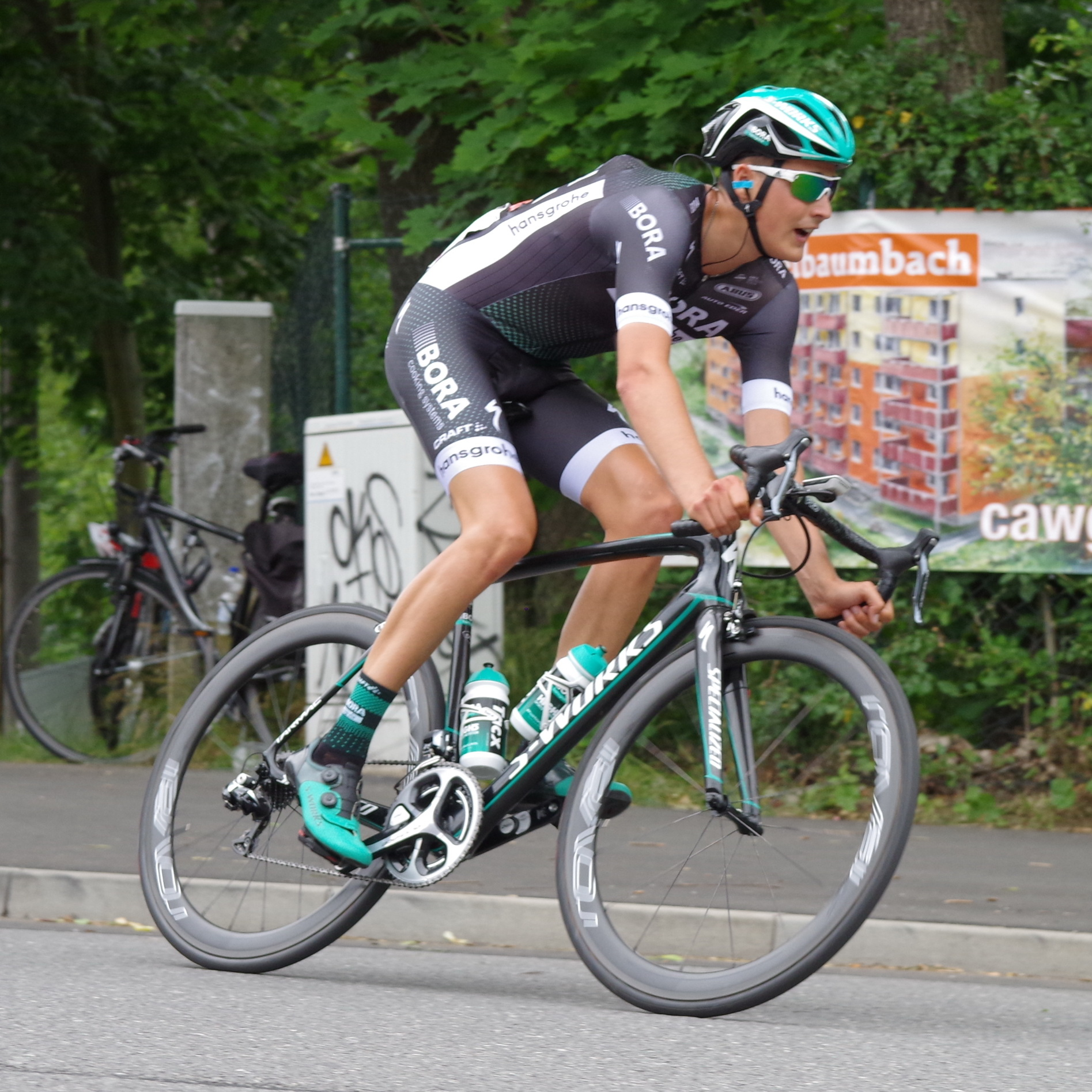
Silvio Herklotz bei den Deutschen Straßen-Radmeisterschaften 2017

Silvio Herklotz (* 6. Mai 1994 in Berlin) ist ein ehemaliger deutscher Radrennfahrer.

## Sportliche Laufbahn
Silvio Herklotz galt als Nachwuchsfahrer als größtes deutsches Talent für Rundfahrten.
Er begann mit dem Radsport im Alter von neun Jahren beim RSV Werner Otto und gewann 2006 die International Kids Tour in der Kategorie U13. Er startete für den RSV Werner Otto.
2010 wurde Silvio Herklotz deutscher Jugendmeister im Querfeldeinrennen, 2011 und 2012 deutscher Juniorenmeister in derselben Disziplin sowie 2012 deutscher Bergmeister der Junioren. 2011 gewann er zudem die Internationale 3-Etappen-Rundfahrt in Frankfurt am Main, wurde Sechster der Europastraßenmeisterschaft der Junioren und siegte bei einer Zeitfahretappe des Course de la Paix Juniors. Zum Saisonende wurde Silvio Herklotz zum deutschen Junioren-Radsportler des Jahres 2011 gewählt. Beim Giro della Lunigiana gewann er 2012 drei Etappen und wurde Gesamtzweiter.
Bei den Erwachsenen schloss sich Herklotz 2013 dem UCI Continental Team Team Stölting an und wurde Vierter der U23-Ausgabe von Rund um den Finanzplatz Eschborn-Frankfurt. Im Juni 2013 wurde er in Ilsfeld-Auenstein nach einer Alleinfahrt Deutscher Meister im Straßenrennen der U23 und wenige Wochen später Deutscher Bergmeister. Anschließend gewann er mit der Gesamtwertung der Tour Alsace sein erstes internationales Radrennen bei der Elite und wurde Achter im U23-Straßenrennen bei den Weltmeisterschaften. Im Jahr 2014 gewann Herklotz das Eintagesrennen Gran Premio Palio del Recioto und wurde Neunter der U23-Weltmeisterschaften. Bei Lüttich–Bastogne–Lüttich Espoirs wurde Herklotz Zweiter, obwohl er an einer Bahnschranke warten musste und anschließend von der Rennleitung fehlgeleitet wurde. 2015 gewann er Rund um Düren.
Im Jahr 2016 wechselte Herklotz zum UCI Professional Continental Team Bora-Argon 18, das 2017 eine Lizenz als UCI WorldTeam erhielt. Er startete bei der Vuelta a España 2016, konnte diese Grand Tour aber nicht zu Ende fahren. Sein bestes Ergebnis für diese Mannschaft war im Jahr 2017 der vierte Platz in der Gesamtwertung der Czech Cycling Tour. Anschließend wurde sein Vertrag durch die Teamleitung nicht verlängert.
2018 fuhr Herklotz für das spanische Burgos-BH, konnte aber aufgrund einer Borrelioseerkrankung nur wenige Rennen bestreiten. Die Erkrankung heilte zum Jahresende aus. Herklotz zog sich aus dem internationalen Radsport vorläufig zurück, um zunächst eine Ausbildung zum Sport- und Fitnesskaufmann abzuschließen. Parallel dazu wollte er einige Rundstreckenrennen und eventuell Wettbewerbe der Rad-Bundesliga bestreiten.

## Erfolge
2010
- Deutscher Cyclocross-Meister (Jugend)

2011
- Deutscher Cyclocross-Meister (Junioren)
- Gesamtwertung Internationale 3-Etappen-Rundfahrt
- eine Etappe Course de la Paix Juniors

2012
- Deutscher Cyclocross-Meister (Junioren)
- Deutscher Bergmeister (Junioren)
- drei Etappen, Punktewertung und Bergwertung Giro della Lunigiana
- Bergwertung Regio Tour

2013
- Deutscher Straßenmeister (U23)
- Deutscher Bergmeister (U23)
- Gesamtwertung und eine Etappe Tour Alsace

2014
- Gran Premio Palio del Recioto